# Aleksiej Pawlenko
Aleksiej Siergiejewicz Pawlenko (ros. Алексей Сергеевич Павленко, ur. 1 marca?/14 marca 1904 we wsi Michajłowskoje w guberni kurskiej, zm. 1 lipca 1984 w Moskwie) – radziecki polityk, minister elektrowni ZSRR (1954–1955 i 1957–1959).

## Życiorys
Urodzony w ukraińskiej rodzinie chłopskiej, od 1915 pracował w gospodarstwie rolnym, od października 1925 członek WKP(b). W latach 1931–1937 studiował w Moskiewskim Instytucie Energetycznym, po czym został inżynierem elektrykiem. Od października 1937 instruktor Wydziału Zarządzania Organami Partyjnymi KC WKP(b), od kwietnia 1939 kierownik sektora i wydziału, od 1946 zastępca szefa Zarządu Kadr KC WKP(b), od marca 1947 członek Biura ds. Paliw i Elektrowni przy Radzie Ministrów ZSRR. Od marca 1948 zastępca przewodniczącego Biura ds. Paliw i Transportu przy Radzie Ministrów ZSRR, od grudnia 1953 zastępca przewodniczącego Biura ds. Elektroenergetyki i Przemysłu Chemicznego i Leśnego Rady Ministrów ZSRR, od kwietnia 1954 minister elektrowni ZSRR, od lutego 1955 I zastępca ministra elektrowni ZSRR, od czerwca 1957 do sierpnia 1959 ponownie minister elektrowni ZSRR, później był szefem wydziału Państwowej Komisji Planowania ZSRR, od października 1974 na emeryturze. Pochowany na Cmentarzu Nowodziewiczym.

## Odznaczenia
- Order Lenina (czterokrotnie)
- Order Rewolucji Październikowej
- Order Wojny Ojczyźnianej I klasy
- Order Czerwonego Sztandaru Pracy (trzykrotnie)
- Order Przyjaźni Narodów